# Lope de Barrientos
Lope de Barrientos (Medina del Campo, 1382 – Cuenca, 1469) è stato un vescovo cattolico spagnolo dell'Ordine dei frati predicatori durante il Regno di Castiglia e León del XV secolo. Oriundo di Medina del Campo, studiò grammatica, sfruttò l'abitudine secolare dei monarchi castigliani d'impiegare nobili di seconda categoria nella corte (allontanando così dal potere l'alta nobiltà) per entrare al servizio di Fernando di Antequera. Fu frate domenicano e professore dell'Università di Salamanca, confessore reale di Giovanni II di Castiglia, vescovo in tre città: Ávila, Segovia e Conca, inquisitore, uomo affidabile dei re Giovanni II e Enrique IV di Castiglia e cancelliere maggiore di Castiglia. Fu inoltre autore di scritti di teologia e sulla problematica religiosa della sua epoca.

## Biografia
Nacque a Medina del Campo nel 1382, figlio di un servo di Fernando di Antequera, chiamato Pedro Gutiérrez di Barrientos, morto in battaglia. È probabile, anche se non si è potuto dimostrare, che provenisse da una famiglia di marrani al servizio della corona. Nella corte ha visto nascere e crescere gli Infanti di Aragona, figli di Fernando, ciò spiega perché sostenesse le sue parti, almeno in principio, nelle lotte interne castigliane contro Álvaro di Luna.
Ha studiato, a Medina del Campo, nell'Ordine dei frati predicatori, e, a partire dal 1406, è stato inviato come professore allo Studio Generale del Convento di Santo Esteban di Salamanca, dove insegnò teologia e filosofia. Lì ha conosciuto un altro personaggio illustre, Tomás di Torquemada. Con il religioso aveva molti interessi in comuneː entrambi di origine ebrea, appartenevano all'ordine dei domenicani ed erano originari di un paese della provincia di Valladolid. Diventarono subito amici e, senza dubbio, condivisero idee sulle problematiche religiose della Castiglia.
Barrientos era tanto celebre che divenne nel 1416 il cattedratico di Teologia dell'Università di Salamanca, finché, nel 1433, re Giovanni II lo nominò confessore reale, concedendogli l'incarico dell' educazione del futuro re, il principe Enrique, e, più tardi, del suo ultimo figlio, l'infante don Alfonso (* 1453; † 1468).

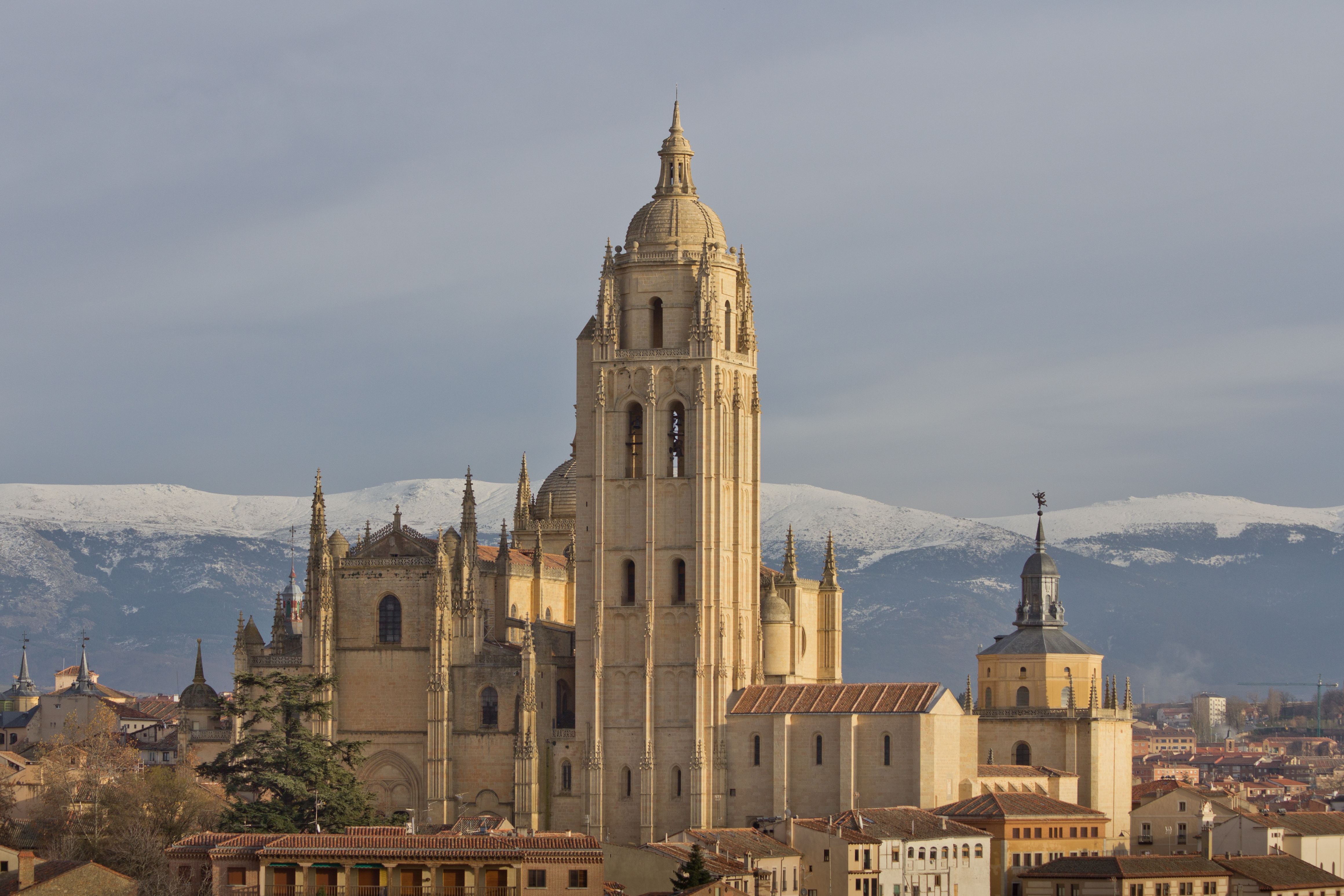
Cattedrale di Segovia.

Fu nominato inquisitore e, nel 1438, venne scelto come vescovo di Segovia. Il 3 maggio del 1440 celebra un concilio nella chiesa di Santo Miguel di Turégano, durante il quale ha presentato la sua Istruzione Synodal per la formazione teologica e pastorale dei clericali. Quasi sempre fedele a Giovanni II, nel 1442 ha cambiato la diocesi di Segovia, sotto l'influenza del ribelle principe Enrique, per quella di Ávila, legata al monarca, e, più tardi , riuscì a mediare tra i due a Tordesillas, per offrire un fronte unito davanti a Navarra e Aragona. Nel 1444 ha occupato la diocesi di Conca e l'anno seguente ha cooperato nella battaglia di Olmedo. Nel 1449 difendeva, anche con le armi, la sua diocesi contro le incursioni delle truppe di Alonso di Aragona e di altri nobili castigliani. Alonso di Aragona gli offrì l'arcivescovado di Santiago, ma Barrientos lo rifiutò.
Il suo impegno come uomo di stato e consigliere dei Re Giovanni II e di Enrique IV non lo ha mai distolto dalle sue importanti responsabilità religiose.
Probabilmente fu insegnante anche della futura regina, Isabella di Castiglia, sorellastra del re, in quanto molti dei suoi discorsi in politica religiosa sono simili ai discorsi di Barrientos. Dalla sua posizione privilegiata ha decisamente influenzato la politica di questi due re castigliani, cospirando, specialmente contro il primo, a seguito della sua già menzionata amicizia con gli Infanti di Aragona.
Il suo lavoro come uomo di stato è stato discreto quanto fondamentale: ha lavorato accanto a Giovanni II, inizialmente come sostenitore degli Infanti di Aragona, ed in seguito come fedele seguace. Diventò un uomo realmente potente e ricco nonostante il voto di povertà imposto dall'ordine religioso.
Morto nel 1454 don Álvaro di Luna, lo sostituì al governo di Castiglia fino alla morte di Giovanni II, ritiratosi più tardi dagli affari di stato per disaccordi con il nuovo monarca, Enrique IV di Castiglia. Nonostante la sua vita politica rischiosa, ebbe ancora il tempo di fondare varie case del convento, l'Ospedale di Santo Sebastián di Conca e il della nostra Signora della Pietà di Medina del Campo, e scrivere numerosi libri. Filosoficamente si colloca tra i rinnovatori della Scolastica. La sua morte avvenne a Cuenca il 30 maggio 1469.

## La sua attività come inquisitore e le sue idee sui conversos
Durante il XV secolo, in Spagna, una parte consistente della società aveva una posizione molto radicale contro degli ebrei, come spiega il francescano Alonso di Spina nel suo scritto Fortalitium Fidei: «I lupi rapaci entrarono, o Signore! Nessuno pensa ai perfidi ebrei, che bestemmiano il tuo nome».
Rispetto a questo atteggiamento c'erano anche dei difensori dei Conversos, personaggi notevoli, alcuni di loro essi stessi Conversos, come Díaz di Toledo, Alonso di Cartagena, Lope Barrientos e Juan di Torquemada, zio dell'inquisitore. Lo storico israeliano, Benzion Netanyahu, autore del libro, The Origins of the Inquisition in Fifteenth Century Spain, afferma che, quando i conversos spagnoli vennero perseguiti «hanno reclutato a loro difesa uomini di grande coraggio e intelligenza, come Lope di Barrientos…». Di fatto, il vescovo scrisse diversi testi in difesa, in quelli che riconosceva «posible es que aya algunos, pero puesto que ansy sea, injusta e inhumana cosa sería todo el linaje dellos manzellar nin diffamar - E' possibile che ce ne sia alcuni, però essendo cosa ingiusta fare di tutta un'erba un fascio, non è giusto isolarli e diffamarli tutti». Grazie al suo incarico d'inquisitore e alle sue conoscenze, si mise in contatto con il papa Niccolò V ottenendo una risposta favorevole nel 1449: secondo quanto afferma il Barrientos, il pontífice «aveva chiesto che non si facesse alcuna discriminazione tra i nuovi convertiti alla fede e i vecchi cristiani, nella ricezione e detenzione di onori, dignità e mestieri, tanto ecclesiastici come secolari».

Lope di Barrientos, giunse a dichiarare di essere un discendente di ebrei battezzati. Ma le ricerche hanno dimostrato che era un vecchio cristiano che utilizzava quella bugia per consolidare la sua posizione ideologica per difendere i conversos e, contemporaneamente, attaccare agli ebrei. Nonostante la sua lodevole difesa dei conversos, Barrientos e, più in generale, i frati domenicani, sostenevano la proibizione del giudaismo in Castiglia. La sua idea era che gli ebrei spagnoli dovessero convertirsi o emigrare, e così si difesero, finché nel 1492, Frate Tomás di Torquemada convinse diversamente Isabella di Castiglia.

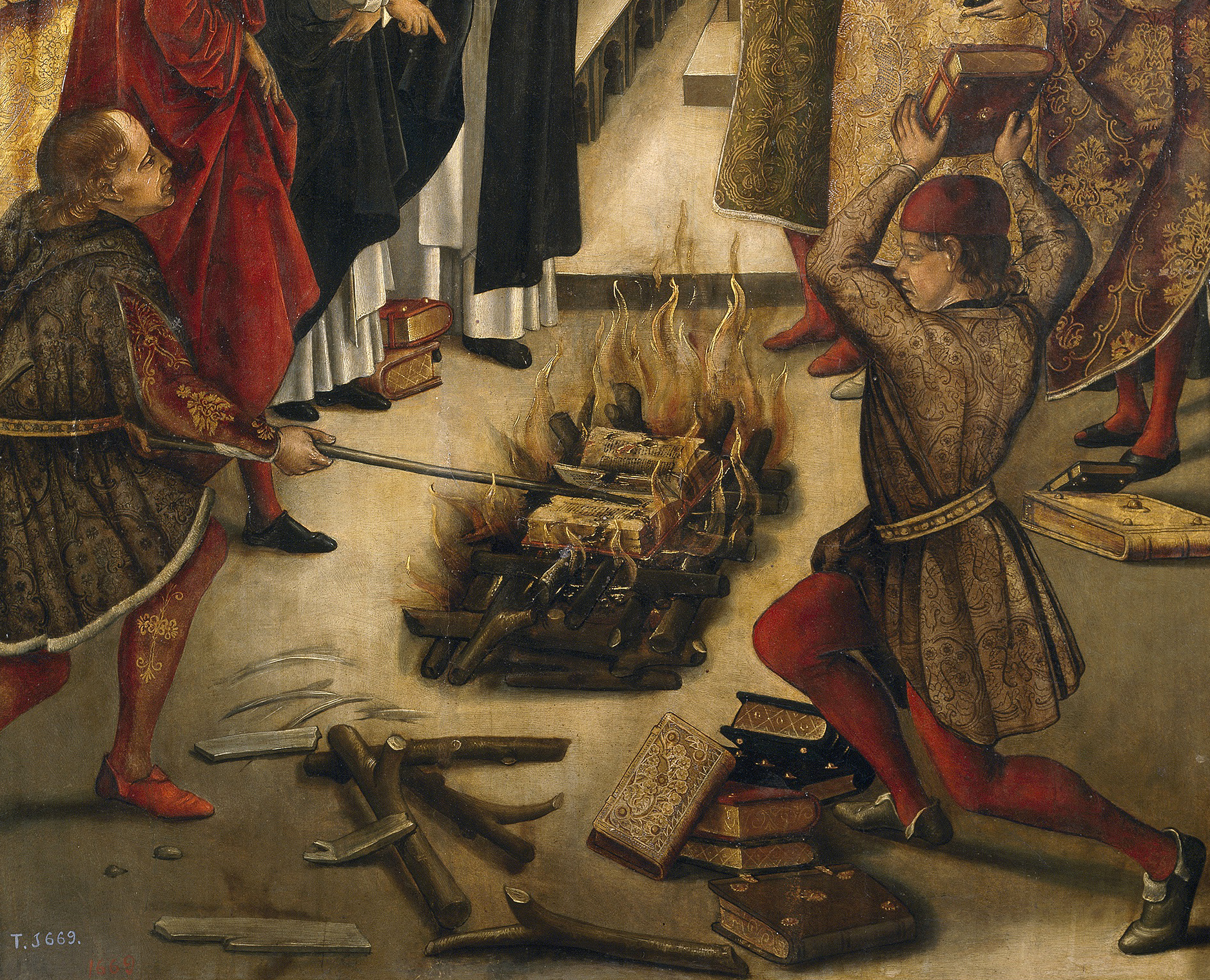
Rogo di libri eretici ordinato dai frati domenicani. Dettaglio di una tavola di Pedro Berruguete sulla vita di Santa Domenica di Guzmán.

Un altro celebre evento avvenuto agli ordini del re fu il contenzioso con don Enrique di Villena, imprigionato con l'accusa di stregoneria e necromanzia. Effettivamente conosceva questi argomenti, come testimoniano i manoscritti inediti di alcune sue opere presenti a Salamanca: Tentato di caso e fortuna, Ms. Salamanca, Università, n. 2096, fol. i-12v. Tentativi nel dormire o nel svegliarsi e del sognare divinazioni , auspici, e profezie, Ms. Salamanca, Università, n. 2096, fol. 12-55 e Tentativi di divinazioni e delle sue specie, Ms. L'Escorial, Biblioteca, h. III, 13. In realtà, Barrientos e Giovanni II non si fidavano delle idee innovative delle persone considerate come le più colte e sagge dell'epoca. Lo scrittore e teologo, Enrique di Villena scriveva su molti soggetti, era un letterato, traduttore, chirurgo, alchimista e collezionava libri in ebraico e in arabo, ciò lo rese automaticamente sospettato di eresia. Villena morì in carcere nel 1434 e re Giovanni II incaricò Barrientos dello studio della sua biblioteca. Barrientos bruciò la maggioranza dei codici, conservandone pochi: «Frate Lope li guardò, ordinando di bruciarne alcuni, mentre gli altri rimasero in suo potere».
Il poeta Juan di Mena lamentò di tale barbaria nei versi del suo Labirinto di Fortuna:
e come in quel paese sei andato dopo?
alcuni bloccati nel fuoco avido,
altri senza ordine non ben distribuiti;»
(Labirinto della fortuna di Juan de Mena; con una strofa sul rogo dei libri di Enrique de Villena)
C'è chi ha accusato Barrientos di essere un selvaggio e di appropriarsi dei libri più preziosi per plagiarli; altri, invece, lo giustificarono poiché il re voleva bruciarli tutti e soltanto l'intervento del prete ha permesso di salvare alcuni. Lo stesso Lope di Barrientos si difese così:
Tratto dalla Divinança»
(Tractado de la Divinança)

## Riguardo al connestabile Álvaro di Luna
È complesso comprendere se il vescovo Barrientos era o no sostenitore del Connestabile Álvaro di Luna. Secondo le parole dello storico salmantino José Luis Martín: «…tra 1435 e 1440 il sistema di alleanze era in continuo cambiamento. Non è possibile in un'opera di questa natura riferirci a tutte le loro alleanze né menzionare i nomi di chi sostengono alcuni o un altri in ogni momento.» Secondo Paulino Iradiel: «Le lotte civili si sviluppano in maniera contraddittoria e intermittente fino alla fine del regno di Giovanni II, con alleanze, tattiche e cambi di bandiera che rendono difficile la spiegazione.»
È facile capire che inizialmente il Frate Lope di Barrientos era favorevole agli infanti di Aragona, data la sua abilità politica in grado di manipolare le persone e salvarsi sempre.
Quando l'infante di Aragona Juan nel 1430, ruppe le Treguas di Majano e invase Castiglia, il re Giovanni II fu costretto a rifugiarsi in Medina del Campo con i suoi leali, tra i quali anche il vescovo Barrientos. Medina non era una città facile da difendere, dal momento che la sua recinzione non era militare, (soltanto la Mota era ben protetta). Il vescovo Barrientos si offrì come mediatore raggiungendo un accordo apparentemente vantaggioso per entrambe le parti. Tutto sembrava indicare che il frate avesse tradito il re castigliano, dunque, quando Giovanni II stava celebrando, fiducioso nella piazza di Medina del Campo, le truppe del regno di Navarra irruppero nella villa e lo catturarono. Anche se in seguito fu liberato, le truppe del regno di Navarra erano riuscite a minare il prestigio della corona e prendere in giro il re. Allora, Barrientos, uno dei responsabili dell'esilio di Álvaro di Luna nel 1439, preparò il cammino per il trionfo degli infanti di Aragona.

Cinque anni dopo, gli avvenimenti cambiarono totalmente. La morte di Bianca di Navarra, moglie dell'infante Juan di Aragona, lo costrinse a tornare rapidamente nel suo regno, in quanto la sua corona era in pericolo a causa delle pretese di Carlo di Viana. Il potere degli infanti di Aragona si spezzò e Barrientos dovette reagire rapidamente. Oltretutto, Álvaro di Luna era tornato e aveva organizzato un seguito con i ricorsi quasi illimitati della mitra di Toledo, da dove sosteneva il suo fratellastro Juan di Cerezuela. Lo stesso Lope di Barrientos, all'epoca vescovo di Ávila, si unì a lui. Durante i preparativi per lo scontro, che ebbe luogo in Olmedo, Barrientos si recò a Madrigal delle Alte Torri per convincere l'erede, il principe Enrique, di non andare contro il suo proprio padre. La sconfitta degli infanti di Aragona nella Battaglia di Olmedo (1445) fu schiacciante. Le Coplas della Panadera - Distici dei Panettieri, raccontano i momenti antecedenti al citato scontro, descrivendo l'ardore guerriero del vescovo.

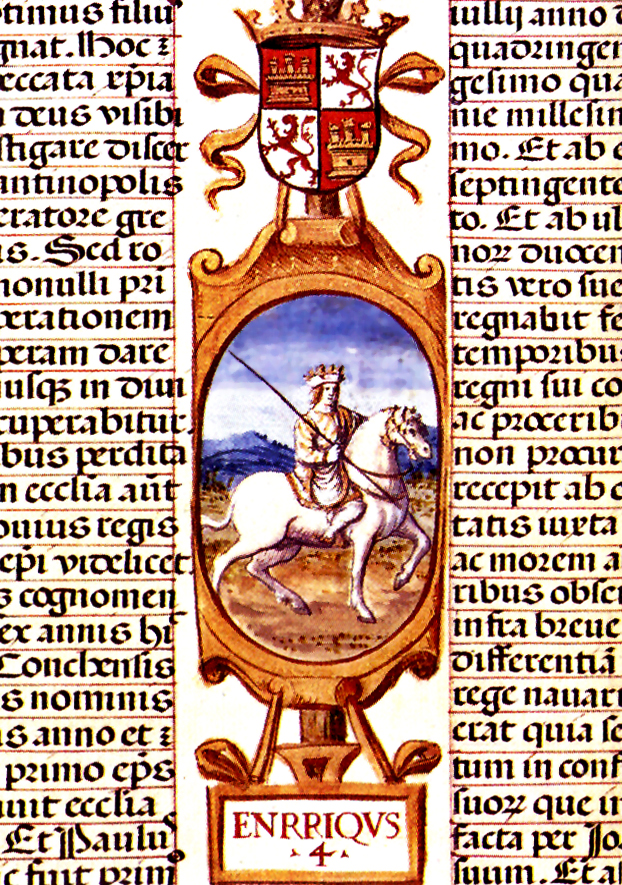
Enrique IV di Castiglia.

Immediatamente, Álvaro di Luna avviò i suoi contatti con il principe di Viana, nemico di Giovanni II di Aragona, che contrattaccò di nuovo invadendo Castiglia. Di conseguenza, nel 1449 i navarros cercarono di conquistare Conca con l'aiuto del sindaco al potere, Diego di Mendoza. Il Vescovo Barrientos, che in questa epoca già era fedele a Giovanni II di Castiglia, organizzò personalmente la difesa della città, in quel momento anche la sua diocesi. Con l'aiuto dei suoi abitanti, tenne la posizione, finché non giunse l'aiuto militare del Condestable don Álvaro di Luna.
Ma la città di Toledo si ribellò ad Álvaro di Luna, in quanto impose delle imposte destinate ad acquistare risorse per la difesa della città di Conca, uccidendo a vari conversos, addetti della fiscalizzazione delle alcabalas, o imposte generali. Quando Álvaro di Luna liberò Conca, facendo i navarros, le speranze dei ribelli di Toledo si dissiparono, per cui furono costretti a consegnare la città al Condestable. Per propria convinzione e per restituire il favore che gli aveva fatto Álvaro di Luna nel liberare Conca dai navarri, Barrientos agì contro l'alcaide toledano, Pedro Sarmiento, affinché fosse detenuto e condannato a causa dei suoi crimini, assassinii e rapine.
L'influsso di uomo di stato di Lope di Barrientos continuò a crescere. Con la morte di dono Álvaro di Luna nel 1453, divenne prima figura politica della città di Medina del Campo, venendo poi nominato Cancelliere Maggiore di Castiglia. Oltretutto, nel 1454, ottenne dal re Enrico IV la licenza della sua famiglia al settimo lignaggio medinense. Durante i secoli XV e XVI, Medina del Campo era una città di vitale importanza per l'economia castigliana, soprattutto per merito delle sue Ferias, le industrie: appartenere a uno dei sette lignaggi implicava partecipare nel governo della città, tanto dal punto di vista civile che religioso.

## Opere
Lope di Barrientos non è molto conosciuto per i suoi studi, salvo in circoli di specialisti, per le sue opere principalmente di carattere teologico, dirette a un pubblico formato in questi problemi. In generale, il suo orientamento punta all'ammodernamento ideologico della Chiesa Spagnola. Ha scritto trattati, tutti in latino, sui Sacramenti, un compendio di Teologia morale e un Libro di Decretales con il quale ha contribuito all'arricchimento del diritto canónico.
- Clavis Sapientiae - La Chiave della Saggezza. È l'opera più antica di Lope di Barrientos: un'enciclopedia del sapere filosofico-teologico dell'epoca. L'originale non è conservato; c'è una copia manoscritta di questa opera nella Biblioteca Nazionale di Madrid.

- Opusculum super intellectu quorumdam verborum cuiusdam decreti contenti in volumine decretorum, ubi Gratianus, tractans di materia sacrilegii, XVII, q. III, ait: sacrilegii quoque reatum incurrit, qui iudaeis pubblica officia committit - Saggio sul significato delle parole contenute nella decisione di un certo volume di decreti in materia di sacrilegio dovute agli ebrei. Secondo la sua interpretazione era un trattato sul grave problema sociale, religioso, razziale e dottrinale che, secondo Lope di Barrientos, provocava gli ebrei. Per lui, la soluzione più adeguata era la segregazione (l'equivalente dell'apartheid del secolo XV); anche se riteneva che la migliore fosse l'espulsione, cosa che avvenne pochi anni più tardi. Il manoscritto di questa opera, bene di proprietà privata, è conservato negli archivi della cattedrale.

- Index latinus ad sancti Antonini, Archiepiscopi Florentini, Summam Theologicam. Manoscritto conservato nell'archivio della Cattedrale di Segovia.

Ha realizzato vari manoscritti in castigliano rivolto a un pubblico colto, ma meno specializzato:
- Cronaca dell'halconero (1454) - Cronaca del Falconiere .[9] È un riassunto della Cronaca di Giovanni II, composta per Álvar García di Santa María.

- Contro alcuni seminatori di zizzania dei convertiti del popolo di Israele (1445-1451). È una difesa dei judeoconversos spagnoli. Un manoscritto si trova nella Biblioteca dell'Università di Salamanca e un'altra copia del XVII secolo nella Biblioteca Nazionale di Madrid.

- Tractado del caso e fortuna. Scrisse questo libro per il re Giovanni II, quando era vescovo di Conca. È un trattato puramente scolastico e discorsivo, con un'influenza eccessiva della dottrina di Aristotele e non del libero arbitrio. Vi è una copia del 1927 a Salamanca, ma ci sono antiche copie manoscritte: quella del Biblioteca Nazionale di Madrid datata anno 1549; del Museo Britannico di Londra è del secolo XV e per ultimo, un'altra copia nella Biblioteca dell'Università di Salamanca.

- Tractado del dormire et svegliare et del sognare et delle adevinanças et agüeros et profeçía. Sono sei trattati per il re Giovanni II, soddisfatto già dal Tractado del caso e fortuna. Resta eccessivamente ortodosso; distingue nell'interpretazione dei sogni, con il ricordo di Giuseppe e altri casi delle Sacre Scritture, quello che può aversi per ispirazione divina e quello che è palabrería; espone la teoria cristiana del profetismo e condanna aspramente le magie. Si conservano i manoscritti nel Museo Britannico di Londra. C'è una copia manoscritta del 1559 nella Biblioteca Nazionale di Madrid. Nelle biblioteche dell'Escorial e dell'Università di Salamanca ci sono copie del secolo XV.

- Tractado della divinança[10] (realmente è un riassunto di un libro della biblioteca di Enrique di Villena). Considerata la più importante opera di Barrientos. Apparentemente è a carattere morale e didattico, con pretese filosofiche , espone le teorie di saggi che negano la possibilità d'indovinare il futuro opponendole a quelle teologiche che credono nell'ispirazione divina, come in quella diabolica. Per dimostrare che gli spiriti maligni possono manifestarsi agli uomini ricorre al caso di Eva e il serpente, arrivando alla conclusione che le «Arti Magiche» sono nate con il figlio maligno di Adamo, che racchiuse tutto in un manoscritto chiamato «Libro Raziel» e che per esso i maghi sono discendenti di Caino. Anche se in generale Barrientos crede che «sono quasi sempre cose frivole e di nessuna efficacia». il che determina che è necessario eradicarle.

### Fondazioni
Rimanendo al servizio di Giovanni II di Castiglia, ha conseguito le signorie di Pascualcobo e Serranos della Torre, che ha integrato con altre eredità in diversi paesi, tutti ad Ávila. Nell'1451 ha costruito il castello di Serranos della Torre (provincia di Ávila), conosciuto attualmente come Torrejón dei Serranos. Come qualsiasi altro clericale d'importanza, si dedicò a tante opere di carità, borse di studio e altri tipi di buone azioni. Alcuni storici considerano Lope di Barrientos fondatore dell'Ospedale universitario di Salamanca, ma è un'opinione con scarso fondamento; tra le sue fondazioni le più celebri sono:
- L'Ospedale della Pietà di Medina del Campo, dove c'era una cappella funeraria. Il Vescovo ha lasciato fondi per mantenere l'ospedale, prendersi cura dei più poveri, oltre a mantenere vari medici e preti che davano consigli di teologia. Anche a Medina del Campo ha costruito tre humilladeros e ha ingrandito il convento domenicano di Santo Andrea.

- Celebre è la costruzione dell'Ospedale del Santo Sebastián, a Conca, e una cappella eremita consacrata, anche, a Santo Sebastián nel convento della Peña di Francia (Salamanca).[13] Nessuna delle sue opera si è conservata.